# 天主教博桑戈阿教區
天主教博桑戈阿教區（拉丁語：Dioecesis Bossangoaënsis）是中非共和國一個羅馬天主教教區，屬班吉總教區。
博桑戈阿宗座監牧區成立於1959年2月9日，1964年1月13日升為教區。
教區包括瓦姆省和瓦姆-彭代省一部。2006年有教友126,600人（佔轄區總人口25.1%）、十四個堂區、卅五名司鐸。現任教區主教為戴希雷·内斯特·恩格·阿齐亚戈比亚。